# تشاد هيدريك
تشاد هيدريك (بالإنجليزية: Chad Hedrick)‏ هو متزلج سريع أمريكي، ولد في 17 أبريل 1977 في هيوستن في الولايات المتحدة.

## وصلات خارجية
- الموقع الرسمي
- تشاد هيدريك على موقع SpeedSkatingBase.eu (الإنجليزية)
- تشاد هيدريك على موقع SpeedSkatingNews.info (الإنجليزية)
- تشاد هيدريك على موقع SpeedSkatingStats.com (الإنجليزية)
- تشاد هيدريك على موقع Rollerstory.net
- تشاد هيدريك على موقع اللجنة الأولمبية الدولية (الإنجليزية)
- تشاد هيدريك على موقع أوليمبيديا (الإنجليزية)
- تشاد هيدريك على موقع الجمعية الدولية للألعاب العالمية (الإنجليزية)